# Nieuwe figuratie
La Nieuwe figuratie è una corrente artistica che si è sviluppata nei Paesi Bassi e nel Belgio degli anni 1960. Il termine proviene  dalla francese Nouvelle figuration dello scrittore Michel Ragon, che con il suo lavoro introdusse questo fenomeno in Europa. Questa corrente è paragonabile alla Pop art e ad altre correnti artistiche in altri paesi che nascevano in quegli stessi anni, come per esempio la Nuova oggettività in Germania. Nei Paesi Bassi e in Belgio un gruppo di artisti ritrova un grande interesse per gli elementi figurativi nella pittura. Questo movimento pittorico viene considerato come una reazione di protesta rispetto all'Espressionismo degli anni precedenti, ma allo stesso tempo non ricade nel realismo pittorico.
Gli artisti della Nieuwe figuratie utilizzano all'interno dei loro dipinti molti elementi provenienti dalla cultura popolare, dai media (come per esempio pubblicità o fumetti) e dalla storia dell'arte. Tuttavia questi elementi vengono riprodotti senza rispetto per le regole tradizionali della prospettiva. Anche le silhouette dei soggetti ritratti e gli spazi in cui soggetti e oggetti vengono inseriti si distaccano nettamente dalla tradizione pittorica del realismo, e rappresentano una critica del rapporto tra realtà e rappresentazione.

## Gli artisti
Tra gli artisti più rappresentativi della Nieuwe figuratie vi sono Alphons Freijmuth, Reinier Lucassen, Pieter Holstein e Sipke Huismans per i Paesi Bassi, Roger Raveel, Etienne Elias e Raoul De Keyser per il Belgio.